# Gidae
Gidae (kor. 기대, ang. Expectation) – pierwszy album studyjny grupy Girl’s Day, wydany 14 marca 2013 roku. Płytę promował singel „Expect” (kor. 기대해 Gidaehae). Sprzedał się w nakładzie 13 431 egzemplarzy w Korei Południowej (stan na grudzień 2013).
24 czerwca 2013 roku album został wydany ponownie jako repackage album, pod nowym tytułem Yeoja Daetongryeong (kor. 여자 대통령, ang. Female President). Płytę promował singel o tym samym tytule. Sprzedał się w nakładzie 7133 egzemplarzy w Korei Południowej (stan na lipiec 2013).

## Informacje o albumie
9 marca 2013 roku ukazał się zwiastun teledysku do utworu „Expect”, pokazując bardziej dojrzałą i seksowną stronę dziewcząt.
Trzy miesiące, po wydaniu albumu Gidae, wytwórnia Dream Tea Entertainment ogłosiła, że grupa powróci 24 czerwca z reedycją albumu zatytułowaną Yeoja Daetongryeong.

## Lista utworów

### Gidae
| CD  | CD                                                                               | CD                                         | CD                                      | CD                                      | CD      |
| Nr  | Tytuł utworu                                                                     | Tekst                                      | Kompozycja                              | Aranżacja                               | Długość |
| --- | -------------------------------------------------------------------------------- | ------------------------------------------ | --------------------------------------- | --------------------------------------- | ------- |
| 1.  | „Girl’s Day World” (Intro)                                                       | So-jin, Kwon Seok-in, Choe Dok-wan         | So-jin, Cosmic Sound                    | Cosmic Sound                            | 1:21    |
| 2.  | „Expect” (kor. 기대해 Gidaehae)                                                  | Nam Ki-sang, Daniel R.                     | Nam Ki-sang, Kwon Seok-in, Choe Dok-wan | Nam Ki-sang, Kwon Seok-in, Choe Dok-wan | 3:15    |
| 3.  | „I Don't Mind”                                                                   | Girl's Day, Kang Jeon-myung                | Gregg Pagani, 1023Productions           | Gregg Pagani, 1023Productions           | 4:48    |
| 4.  | „Easy Go.”                                                                       | Han Sang-won                               | Han Sang-won, Yoon Young-min            | Han Sang-won, Yoon Young-min            | 3:24    |
| 5.  | „Don't Trust Her” (kor. 그녀를 믿지마 Geunyeoreul Mitjima)                       | Shina-e, Glory Face                        | Gentleman, Glory Face                   | Gentleman                               | 3:35    |
| 6.  | „White Day”                                                                      | Nam Ki-sang, Daniel R.                     | Nam Ki-sang, Radio Galaxy               | Radio Galaxy                            | 3:08    |
| 7.  | „Oh, Great!” (kor. 어쩜 좋아 Eojjeom Joha)                                       | Eva                                        | Soul Jin                                | Yang Seung-taec (stereo)                | 3:10    |
| 8.  | „Twinkle Twinkle” (kor. 반짝반짝 Banjjak Banjjak)                                | Nam Ki-sang, Park Keon-ho, Kang Jeon-myung | Nam Ki-sang                             | Nam Ki-sang                             | 3:05    |
| 9.  | „Hug Me Once” (kor. 한번만 안아줘 Hanbeonman Anajwo)                             | Nam Ki-sang, Kang Jeon-myung               | Nam Ki-sang                             | Nam Ki-sang                             | 3:14    |
| 10. | „Oh! My God”                                                                     | Kang Ji-won, Kim Ki-bum                    | Kang Ji-won, Kim Ki-bum                 | Kang Ji-won                             | 3:08    |
| 11. | „Don't Forget Me” (kor. 나를 잊지마요 Nareul Itjimayo)                           | Nam Ki-sang                                | Nam Ki-sang                             | Kwon Seok-in, Choe Dok-wan              | 3:10    |
| 12. | „Don't Flirt!” (kor. 너, 한눈 팔지마! Neo, Hannun Paljima!) (DJ stereo club mix) | Nam Ki-sang, Kang Jeon-myung               | Nam Ki-sang                             | Nam Ki-sang                             | 4:26    |
| 13. | „Expectation” (kor. 기대해 Gidaehae) (instr.)                                    |                                            | Nam Ki-sang, Kwon Seok-in, Choe Dok-wan | Nam Ki-sang, Kwon Seok-in, Choe Dok-wan | 3:15    |
| 14. | „White Day” (instr.)                                                             |                                            | Nam Ki-sang, Radio Galaxy               | Radio Galaxy                            | 3:08    |

### Yeoja Daetongryeong
| CD  | CD                                                                               | CD                                         | CD                                      | CD                                      | CD      |
| Nr  | Tytuł utworu                                                                     | Tekst                                      | Kompozycja                              | Aranżacja                               | Długość |
| --- | -------------------------------------------------------------------------------- | ------------------------------------------ | --------------------------------------- | --------------------------------------- | ------- |
| 1.  | „Girl’s Day World” (Intro)                                                       | So-jin, Kwon Seok-in, Choe Dok-wan         | So-jin, Cosmic Sound                    | Cosmic Sound                            | 1:21    |
| 2.  | „Yeoja Daetongryeong” (kor. 여자 대통령, ang. Female President)                  | Kang Jeon-myung, Nam Ki-sang, Daniel R.    | Nam Ki-sang, Kwon Seok-in, Choe Dok-wan | Kwon Seok-in, Choe Dok-wan              | 3:33    |
| 3.  | „Expect” (kor. 기대해 Gidaehae)                                                  | Nam Ki-sang, Daniel R.                     | Nam Ki-sang, Kwon Seok-in, Choe Dok-wan | Nam Ki-sang, Kwon Seok-in, Choe Dok-wan | 3:15    |
| 4.  | „I Don't Mind”                                                                   | Girl's Day, Kang Jeon-myung                | Gregg Pagani, 1023Productions           | Gregg Pagani, 1023Productions           | 4:48    |
| 5.  | „Easy Go.”                                                                       | Han Sang-won                               | Han Sang-won, Yoon Young-min            | Han Sang-won, Yoon Young-min            | 3:24    |
| 6.  | „Don't Trust Her” (kor. 그녀를 믿지마 Geunyeoreul Mitjima)                       | Shina-e, Glory Face                        | Gentleman, Glory Face                   | Gentleman                               | 3:35    |
| 7.  | „White Day”                                                                      | Nam Ki-sang, Daniel R.                     | Nam Ki-sang, Radio Galaxy               | Radio Galaxy                            | 3:08    |
| 8.  | „Oh, Great!” (kor. 어쩜 좋아 Eojjeom Joha)                                       | Eva                                        | Soul Jin                                | Yang Seung-taec (stereo)                | 3:10    |
| 9.  | „Twinkle Twinkle” (kor. 반짝반짝 Banjjak Banjjak)                                | Nam Ki-sang, Park Keon-ho, Kang Jeon-myung | Nam Ki-sang                             | Nam Ki-sang                             | 3:05    |
| 10. | „Hug Me Once” (kor. 한번만 안아줘 Hanbeonman Anajwo)                             | Nam Ki-sang, Kang Jeon-myung               | Nam Ki-sang                             | Nam Ki-sang                             | 3:14    |
| 11. | „Oh! My God”                                                                     | Kang Ji-won, Kim Ki-bum                    | Kang Ji-won, Kim Ki-bum                 | Kang Ji-won                             | 3:08    |
| 12. | „Don't Forget Me” (kor. 나를 잊지마요 Nareul Itjimayo)                           | Nam Ki-sang                                | Nam Ki-sang                             | Kwon Seok-in, Choe Dok-wan              | 3:10    |
| 13. | „Don't Flirt!” (kor. 너, 한눈 팔지마! Neo, Hannun Paljima!) (DJ stereo club mix) | Nam Ki-sang, Kang Jeon-myung               | Nam Ki-sang                             | Nam Ki-sang                             | 4:26    |
| 14. | „Expectation” (kor. 기대해 Gidaehae) (instr.)                                    |                                            | Nam Ki-sang, Kwon Seok-in, Choe Dok-wan | Nam Ki-sang, Kwon Seok-in, Choe Dok-wan | 3:15    |
| 15. | „White Day” (instr.)                                                             |                                            | Nam Ki-sang, Radio Galaxy               | Radio Galaxy                            | 3:08    |
| 16. | „Yeoja Daetongryeong” (kor. 여자 대통령) (instr.)                                |                                            | Nam Ki-sang, Kwon Seok-in, Choe Dok-wan | Kwon Seok-in, Choe Dok-wan              | 3:32    |

## Notowania

### Gidae
| Lista                    | Pozycja |
| Gaon Weekly Album Chart  | 4       |
| Gaon Monthly Album Chart | 9       |

### Yeoja Daetongryeong
| Lista                    | Pozycja |
| Gaon Weekly Album Chart  | 6       |
| Gaon Monthly Album Chart | 16      |